# 베르나르 뷔페
베르나르 뷔페(Bernard Buffet, 1928년 7월 10일 ~ 1999년 10월 4일)는 프랑스의 화가이다. 파리에서 출생하여, 초등 학교를 중퇴하고 나치스가 점령하고 있는 파리 시 야간 학교에 나가며 데생을 익혔다.
18세부터 본격적인 작품을 발표하기 시작하여, 20세 때 크리틱상을 받았다. 1948년부터 파리 화단에서 널리 알려졌으며, 1949년부터 10년간 세계 여러 곳에서 50회 이상의 개인전과 전람회를 열었다. 대표 작품으로 〈소녀 키키〉, 〈어느 화가의 초상〉, 〈나비〉, <물방울무늬 넥타이를 맨 광대>, <에코르셰>등이 있다.